# Prîbuzke (Luka-Meleșkivska), Vinnîțea
Prîbuzke (în ucraineană Прибузьке) este un sat în comuna Luka-Meleșkivska din raionul Vinnîțea, regiunea Vinnița, Ucraina.

## Demografie
Componența lingvistică a localității Prîbuzke
     Ucraineană (97,39%)
     Rusă (2,61%)
Conform recensământului din 2001, majoritatea populației localității Prîbuzke era vorbitoare de ucraineană (97,39%), existând în minoritate și vorbitori de rusă (2,61%).